# Liste der Baudenkmäler in Bieberehren
Auf dieser Seite sind die Baudenkmäler in der unterfränkischen Gemeinde Bieberehren zusammengestellt. Diese Tabelle ist eine Teilliste der Liste der Baudenkmäler in Bayern. Grundlage ist die Bayerische Denkmalliste, die auf Basis des Bayerischen Denkmalschutzgesetzes vom 1. Oktober 1973 erstmals erstellt wurde und seither durch das Bayerische Landesamt für Denkmalpflege geführt wird. Die folgenden Angaben ersetzen nicht die rechtsverbindliche Auskunft der Denkmalschutzbehörde.
 Diese Liste gibt den Fortschreibungsstand vom 16. April 2020 wieder und enthält 64 Baudenkmäler.

## Baudenkmäler nach Gemeindeteilen

### Bieberehren
| Lage                                                                                 | Objekt                                        | Beschreibung | Akten-Nr.              | Bild           |
| ------------------------------------------------------------------------------------ | --------------------------------------------- | --- | ---------------------- | -------------- |
| Am Haag (Standort)                                                                   | Bildhäuschen                                  | Monolith, spitzbogiger Nischenabschluss auf Pfeiler, Sandstein, wohl 16./17. Jahrhundert                                                                               | D-6-79-118-20 Wikidata | weitere Bilder |
| Am Lindenplatz (Standort)                                                            | Bildstock                                     | Spitzbogiger Nischenaufsatz mit Dreifaltigkeitsrelief, Rückseite mit Pietà, auf abgefastem Pfeiler über Tischsockel, neogotisch, Sandstein, bezeichnet 1851            | D-6-79-118-6 Wikidata  | weitere Bilder |
| Am Lindenplatz 9 (Standort)                                                          | Wegkreuz, sogenanntes Patriarchenkreuz        | Kreuz mit Doppelbalken, auf Postament, Sandstein, bezeichnet 1761 | D-6-79-118-21 Wikidata | weitere Bilder |
| An der Steinach (Standort)                                                           | Bildstock                                     | Mit Pietà-Relief und Kreuz, bezeichnet 1861; nicht nachqualifiziert, im Bayerischen Denkmal-Atlas nicht kartiert                                                       | D-6-79-118-44 Wikidata | BW             |
| Bahnhofstraße (Standort)                                                             | Bildstock                                     | Vierseitiger Aufsatz mit Rundbogennischen, Kreuzbekrönung und modernem Madonnenrelief, auf Pfeiler über Postament mit Inschriftenkartusche, Sandstein, bezeichnet 1714 | D-6-79-118-22 Wikidata | weitere Bilder |
| Bucher Straße (Standort)                                                             | Bildstock                                     | Reliefaufsatz mit Kreuzbekrönung und Kreuzigungsdarstellung, Rückseite mit Stifterinschrift, auf erneuertem Pfeiler, Sandstein, bezeichnet 1595                        | D-6-79-118-26 Wikidata | weitere Bilder |
| Deckerweinberg, Flurabteilung In der Steig (Standort)                                | Bildstock                                     | Freifigur des Hl. Urban mit Postament, über Pfeiler, Sandstein, bezeichnet 1733                                                                                        | D-6-79-118-32 Wikidata | BW             |
| Deckerweinberg, Flurabteilung Neue Steige (Standort)                                 | Bildstock                                     | Aufsatz mit Kreuzigungsrelief auf Pfeiler über gebauchtem Postament, Sandstein, wohl 18. Jahrhundert                                                                   | D-6-79-118-33 Wikidata | BW             |
| Dorfgraben, Ringstraße West (Standort)                                               | Wegkreuz                                      | Kruzifix auf profiliertem Postament, Sandstein und Gussstein, 19./erstes Viertel 20. Jahrhundert                                                                       | D-6-79-118-23 Wikidata | weitere Bilder |
| Güterwald, Unterer Rüderich (Standort)                                               | Nischenbildstock                              | Zwei Steinkreuze, 16. Jahrhundert; nicht nachqualifiziert, im Bayerischen Denkmal-Atlas nicht kartiert                                                                 | D-6-79-118-61 Wikidata | BW             |
| Güterwald, Abteilung Bodhölzl (Standort)                                             | Bildstock                                     | Holz, bezeichnet 1866; nicht nachqualifiziert, im Bayerischen Denkmal-Atlas nicht kartiert                                                                             | D-6-79-118-40 Wikidata | BW             |
| Hammerlitzen (Standort)                                                              | Sühnekreuz                                    | Einfach gehauenes Kreuz mit Wappenrelief, Sandstein, bezeichnet 1525                                                                                                   | D-6-79-118-60 Wikidata | BW             |
| Hauptstraße (Standort)                                                               | Kreuzigungsgruppe                             | Kruzifix auf Postament, Kreuzstamm erneuert, flankiert von Maria und Johannes auf Postamenten, Sandstein, bezeichnet 17.., wohl zweite Hälfte 18. Jahrhundert          | D-6-79-118-8 Wikidata  | weitere Bilder |
| Hauptstraße 5 (Standort)                                                             | Bildstock                                     | Figur des Erzengels Michael, auf ornamentiertem Pfeiler über Tischsockel, Kopie des Originals von 1761 (Original im Rathaus), bezeichnet 1951                          | D-6-79-118-7 Wikidata  | weitere Bilder |
| Hauptstraße 16 (Standort)                                                            | Rathaus                                       | Satteldachbau mit Dachreiter, Obergeschoss Fachwerk, bezeichnet 1612                                                                                                   | D-6-79-118-9 Wikidata  | weitere Bilder |
| Hauptstraße 27 (Standort)                                                            | Wirtshausausleger                             | Schmiedeeisen, 19. Jahrhundert | D-6-79-118-10 Wikidata | BW             |
| Hauptstraße 29 (Standort)                                                            | Ehemaliges Pfarrhaus                          | Zweigeschossiger, verputzter Massivbau mit Walmdach, 18. Jahrhundert                                                                                                   | D-6-79-118-11 Wikidata | weitere Bilder |
| Hauptstraße 35 (Standort)                                                            | St. Nepomuk-Statue                            | Figur des Hl. Johannes Nepomuk, auf erneuertem Postament, Sandstein, 18. Jahrhundert                                                                                   | D-6-79-118-12 Wikidata | weitere Bilder |
| Hauptstraße 39 (Standort)                                                            | Wohngebäude                                   | Zweigeschossiger, verputzter Krüppelwalmdachbau mit Fachwerkobergeschoss, bezeichnet 1813                                                                              | D-6-79-118-13 Wikidata | weitere Bilder |
| Hauptstraße 41 (Standort)                                                            | Wohngebäude                                   | Zweigeschossiger, verputzter Halbwalmdachbau mit geohrten Fensterrahmungen, bezeichnet 1776, südliche Traufseite erneuert, 19. Jahrhundert                             | D-6-79-118-14 Wikidata | weitere Bilder |
| Hauptstraße 41 (Standort)                                                            | Einfriedung                                   | mit Hoftorpfeilern, 18./19. Jahrhundert | D-6-79-118-14 Wikidata | weitere Bilder |
| Nähe Hauptstraße (Standort)                                                          | Friedhofskreuz                                | Kruzifix auf Postament, Kunststein, bezeichnet 1810, 1969, 1996 | D-6-79-118-5 Wikidata  | weitere Bilder |
| Nähe Hauptstraße (Standort)                                                          | Katholische Kapelle, sogenannte Marienkapelle | Saalbau mit Satteldach und Dachreiter mit Glockendach, 1741, mit Ausstattung                                                                                           | D-6-79-118-4 Wikidata  | weitere Bilder |
| Hintere Straße 5, 7 (Standort)                                                       | Pumpbrunnen                                   | Gusseiserne Brunnensäule, historistisch, mit Sandsteintrog, zweite Hälfte 19. Jahrhundert                                                                              | D-6-79-118-15 Wikidata | weitere Bilder |
| Kirchstraße (Standort)                                                               | Pumpbrunnen                                   | Gusseiserne, historistische Brunnensäule mit Sandsteintrog, zweite Hälfte 19. Jahrhundert                                                                              | D-6-79-118-18 Wikidata | weitere Bilder |
| Nähe Kirchstraße (Standort)                                                          | Katholische Pfarrkirche St. Peter und Paul    | Saalbau mit eingezogenem Chor und Turmwestfassade mit Spitzhelm, bruchsteinsichtig, neugotisch, 1850 bis 1852; mit Ausstattung                                         | D-6-79-118-3 Wikidata  | weitere Bilder |
| Kirchstraße 7 (Standort)                                                             | Ehemaliges Wohngebäude, dann Kindergarten     | Zweigeschossiger, verputzter Halbwalmdachbau mit Fachwerkobergeschoss, 18. Jahrhundert                                                                                 | D-6-79-118-17 Wikidata | weitere Bilder |
| Maas Maas, vor Ortsausgang Richtung Creglingen, Abzweigung zum Sportplatz (Standort) | Bildstock                                     | Maria mit Kind unter Baldachin, 1784; nicht nachqualifiziert, im Bayerischen Denkmal-Atlas nicht kartiert                                                              | D-6-79-118-28 Wikidata | BW             |
| Maas, Staatsstraße 2268 (Standort)                                                   | Bildstock                                     | Bekrönter Reliefaufsatz mit Vierzehn Nothelfern, auf Pfeiler über Postament, Sandstein, spätes 18. Jahrhundert                                                         | D-6-79-118-27 Wikidata | weitere Bilder |
| Mühlweg (Standort)                                                                   | Bildstock                                     | Kreuzartiger Aufbau mit Relief, Christus mit Spottrute, Kopie nach spätgotischem Original von 1432, Original in der Pfarrkirche St. Peter und Paul                     | D-6-79-118-25 Wikidata | weitere Bilder |
| Ringstraße Ost (Standort)                                                            | Wegkreuz, sogenanntes Patriarchenkreuz        | Kreuz mit doppelten Kreuzbalken, auf Postament mit Stiftungsinschrift, Kreuz erneuert, Sandstein, bezeichnet 1761                                                      | D-6-79-118-19 Wikidata | weitere Bilder |
| Ringstraße Ost 3 (Standort)                                                          | Wegkreuz                                      | Sogenanntes Patriarchenkreuz, Kreuz mit Doppelbalken und aufgesetzten Stigmata-Reliefs, über Tischsockel mit Inschrift, Sandstein, bezeichnet 1762                     | D-6-79-118-16 Wikidata | BW             |
| Staatsstraße 2268, nach Creglingen (Standort)                                        | Wegkreuz                                      | Kruzifix mit breitgelagertem Postament mit Inschriftentafel und Treppenanlage, Sandstein, bezeichnet 1836                                                              | D-6-79-118-43 Wikidata | weitere Bilder |
| Straße nach Buch (Standort)                                                          | Ehemaliger Wartturm                           | Rundturmruine mit Resten der Befestigungsmauer, Bruchstein, wohl 15. Jahrhundert                                                                                       | D-6-79-118-29 Wikidata | BW             |

### Bergmühle
| Lage                | Objekt    | Beschreibung                                                                           | Akten-Nr.              | Bild |
| ------------------- | --------- | -------------------------------------------------------------------------------------- | ---------------------- | ---- |
| Völlberg (Standort) | Bildstock | Reliefaufsatz mit Kreuzigungsszene, auf erneuertem Pfeiler, Sandstein, 18. Jahrhundert | D-6-79-118-34 Wikidata | BW   |

### Buch
| Lage                                                                   | Objekt                                         | Beschreibung | Akten-Nr.              | Bild           |
| ---------------------------------------------------------------------- | ---------------------------------------------- | --- | ---------------------- | -------------- |
| Nähe Auber Straße (Standort)                                           | Katholische Kuratiekirche Hl. Kreuz Auffindung | Neugotischer Saalbau mit Satteldach und nördlichem Fassadenturm mit Spitzhelm, Mitte 19. Jahrhundert; mit Ausstattung                                                                                   | D-6-79-118-45 Wikidata | weitere Bilder |
| Auber Weg (Standort)                                                   | Bildstock                                      | Spitzgiebeliger Reliefaufsatz mit Pietàdarstellung und Fialbekrönung, auf Pfeiler mit Heiligenreliefs über Tischsockel, neugotisch, Sandstein, bezeichnet 1883                                          | D-6-79-118-52 Wikidata | weitere Bilder |
| Nähe Bieberehrener Straße (Standort)                                   | Bildstock                                      | Giebelbedachter Reliefaufsatz mit Dreifaltigkeit und Kreuzbekrönung, auf Pfeiler über quadratischem Sockel mit Inschrift, Sandstein, bezeichnet 1946                                                    | D-6-79-118-48 Wikidata | weitere Bilder |
| gegenüber Abzweigung nach Bieberehren, vor dem Nebengebäude (Standort) | Bildstock                                      | Maria Immaculata, drei Heilige am Schaft, Sandstein, 1850; nicht nachqualifiziert, im Bayerischen Denkmal-Atlas nicht kartiert                                                                          | D-6-79-118-64 Wikidata | BW             |
| Brünnleinsbergteil, Im vorderen Ansbach (Standort)                     | Kreuzschlepper                                 | Figur des kreuztragenden Christus auf Knien, auf Postament mit Inschrift, Sandstein, 19. Jahrhundert | D-6-79-118-54 Wikidata | BW             |
| Buch 17 (Standort)                                                     | Bildstock                                      | Kielbogiger Reliefaufsatz mit Mondsichelmadonna und Kreuzbekrönung, auf Pfeiler mit Heiligenreliefs, über Tischsockel, neugotisch, Sandstein, bezeichnet 1859                                           | D-6-79-118-46 Wikidata | weitere Bilder |
| Buchpfad (Standort)                                                    | Bildstock                                      | Reliefaufsatz mit Kreuzbekrönung und leerer Nische, ehemals mit Pietàrelief, auf Pfeiler über Postament, Sandstein, bezeichnet 1739                                                                     | D-6-79-118-31 Wikidata | BW             |
| Buchpfad, am Buchberg (Standort)                                       | Steinkreuz                                     | | D-6-79-118-30 Wikidata | BW             |
| Burgerrother Straße ()                                                 | Bildstock                                      | Giebelbedachter Reliefaufsatz mit hl. Josef, auf Pfeiler über Sockel, Kunststein, bezeichnet 1937; nicht nachqualifiziert, im Bayerischen Denkmal-Atlas nicht kartiert                                  | D-6-79-118-53 Wikidata |                |
| Burgerrother Weg ()                                                    | Bildstock                                      | Pietà, drei Schaftfiguren (Relief), zirka 1895; nicht nachqualifiziert, im Bayerischen Denkmal-Atlas nicht kartiert                                                                                     | D-6-79-118-63 Wikidata |                |
| Im hinteren Ansbach (Standort)                                         | Bildstock                                      | Spitzgiebeliger Reliefaufsatz mit Pietà und Fialbekrönung, Rückseite ehemals mit Madonna (kriegszerstört), auf Pfeiler mit Heiligenreliefs, über gebauchtem Sockel, neugotisch, Sandstein, um 1890      | D-6-79-118-65 Wikidata | BW             |
| In der Kesselsgrube (Standort)                                         | Bildstock                                      | Reliefaufsatz mit Dreifaltigkeitsrelief und Kreuzbekrönung, auf Pfeiler über Postament, Sandstein, bezeichnet 1740                                                                                      | D-6-79-118-62 Wikidata | BW             |
| Mittlerer Holzacker, am Weg nach Reinsbronn, vor dem Wald (Standort)   | Bildstock                                      | Reliefaufsatz mit Pietàrelief und Kreuzbekrönung, auf Pfeiler über gebauchtem Postament, Sandstein, bezeichnet 1747                                                                                     | D-6-79-118-2 Wikidata  | BW             |
| Oberm Weiler (Standort)                                                | Bildstock                                      | Monolith, spitzbogiger Nischenaufsatz auf Pfeiler, mit Relief des hl. Georg als Drachentöter, Sandstein, 16./17. Jahrhundert                                                                            | D-6-79-118-47 Wikidata | BW             |
| Oberm Weiler (Standort)                                                | Bildstock                                      | Giebelbedachter Reliefaufsatz mit Kreuzbekrönung und Darstellung der Vierzehn Nothelfern, Rückseite mit Pietà, auf Pfeiler mit Heiligenreliefs über Tischsockel, neugotisch, Sandstein, bezeichnet 1900 | D-6-79-118-51 Wikidata | weitere Bilder |
| Sechselbacher Straße, Untere Sächselbacher Höhe (Standort)             | Bildstock                                      | Reliefaufsatz mit Kreuzbekrönung und Hl. Dreifaltigkeit auf Pfeiler mit Stiftungsinschrift über Sockel, Sandstein, bezeichnet 1748                                                                      | D-6-79-118-49 Wikidata | BW             |
| Sechselbacher Straße, Vordere Untere Sechselbacher Straße (Standort)   | Bildstock                                      | Reliefaufsatz mit Kreuzigungsgruppe und Kreuzbekrönung, Aufsatz bezeichnet 1755, auf erneuertem Pfeiler mit Stiftungsinschrift über originalem Postament, Sandstein, bezeichnet 1625                    | D-6-79-118-50 Wikidata | BW             |

### Franzenmühle
| Lage                                              | Objekt     | Beschreibung | Akten-Nr.              | Bild           |
| ------------------------------------------------- | ---------- | --- | ---------------------- | -------------- |
| Anger, im Gänswasen, Weg zur Beilsmühle ()        | Steinkreuz | nicht nachqualifiziert, im Bayerischen Denkmal-Atlas nicht kartiert                                                                                                 | D-6-79-118-24          |                |
| Buschberg, Eichheimer Steig, Eulenberg (Standort) | Bildstock  | Giebelbedachter Reliefaufsatz mit Dreifaltigkeit und Kreuzbekrönung, auf abgefastem Pfeiler, über Sockel mit Inschrift, bezeichnet 1946                             | D-6-79-118-37 Wikidata | weitere Bilder |
| Dorfgraben, Gänswasen (Standort)                  | Wegkreuz   | Patriarchenkreuz mit doppeltem Kreuzbalken, davor Pietàfigur, auf Tischsockel mit Inschrift, Sandstein, bezeichnet 1768                                             | D-6-79-118-1 Wikidata  | weitere Bilder |
| Gossendorf (Standort)                             | Bildstock  | Rundbogiger Aufsatz mit Kreuzbekrönung und Marienfigur in Nische, auf Pfeiler mit Stiftungsinschrift, über Sockel, Sandstein, bezeichnet 1735                       | D-6-79-118-36 Wikidata | weitere Bilder |
| Tauberstraße 5 (Standort)                         | Bildstock  | Giebelbedachter Reliefaufsatz mit Vierzehn Nothelfern, Rückseite mit Pietà, auf Pfeiler mit Heiligenreliefs, über Sockel mit Inschrift, neugotisch, bezeichnet 1921 | D-6-79-118-35 Wikidata | weitere Bilder |

Kreuzweganlage
Die Ölbergkapelle bildet im Tal den Auftakt des Kreuzweges. Von dort führen 270 Stufen einer Treppenanlage zum oberen Ende des Kreuzwegs, der Kreuzkapalle. Die 14 Kreuzwegstation befinden sich nördlich und südlich der Treppenanlage.

| Lage                    | Objekt                               | Beschreibung | Akten-Nr.                        | Bild           |
| ----------------------- | ------------------------------------ | --- | -------------------------------- | -------------- |
| Kreuzgang (Standort)    | Ölbergkapelle                        | In den Hang gebauter, offener Satteldachbau mit ornamentiertem Giebelfeld, darin Ölberggruppe, Sandstein, neugotisch, bezeichnet 1881                             | D-6-79-118-39 Wikidata           | weitere Bilder |
| Kreuzgang (Standort)    | Kreuzweg                             | Vierzehn Stationen, figurale Reliefs mit walmdachartiger Bedachung und Kreuzbekrönung, auf Sockel mit Inschrift, neugotisch, Sandstein, von Jakob Stößel, 1859/60 | D-6-79-118-38 Wikidata           | weitere Bilder |
| Kreuzgang (Standort)    | Treppenanlage                        | 270 Stufen zur Bergkapelle, 1864/65 | D-6-79-118-38 zugehörig Wikidata | weitere Bilder |
| Käppelesberg (Standort) | Bergkapelle, sogenannte Kreuzkapelle | Kleiner neugotischer Hausteinbau mit Satteldach und seitlichen Fialtürmchen, neugotisch, um 1860; mit Ausstattung                                                 | D-6-79-118-38 zugehörig Wikidata | weitere Bilder |

### Klingen
| Lage                                                                         | Objekt                             | Beschreibung | Akten-Nr.              | Bild           |
| ---------------------------------------------------------------------------- | ---------------------------------- | --- | ---------------------- | -------------- |
| Am Kreuz, vor der Einmündung des Weges In der Klinge in den Röttinger Weg () | Madonna                            | mit dem Kind, um 1800; nicht nachqualifiziert, im Bayerischen Denkmal-Atlas nicht kartiert                                                  | D-6-79-118-58 Wikidata |                |
| Klingen 18 (Standort)                                                        | Bildstock                          | Baldachinbekrönter Reliefaufsatz mit Marienkrönung, auf Pfeiler mit Heiligenreliefs, über gebauchtem Sockel, Sandstein, bezeichnet 1847     | D-6-79-118-56 Wikidata | weitere Bilder |
| Klingen 21, Nähe Zur Steige (Standort)                                       | Bildstock                          | Monolith, spitzbogiger Nischenaufsatz über Pfeiler, spätgotisch, 15. Jahrhundert                                                            | D-6-79-118-57 Wikidata | weitere Bilder |
| Leite (Standort)                                                             | Bildstock                          | Giebelbedachter Reliefaufsatz mit Pietà und Kreuzbekrönung, auf Pfeiler über Sockel, Kunststein, bezeichnet 1947                            | D-6-79-118-42 Wikidata | BW             |
| Nähe Zur Steige (Standort)                                                   | Katholische Filialkirche St. Georg | Saalbau mit eingezogenem Chor und südlichem Dachreiter mit Spitzhelm, neugotisch, 1882; mit Ausstattung                                     | D-6-79-118-55 Wikidata | weitere Bilder |
| Rüderich (Standort)                                                          | Bildstock                          | Vierseitiger Kreuzdachaufsatz mit Relief des Bluntwunders von Walldürn und einer Pietà, auf Pfeiler über Sockel, Sandstein, bezeichnet 1899 | D-6-79-118-41 Wikidata | BW             |